# Outer Banks

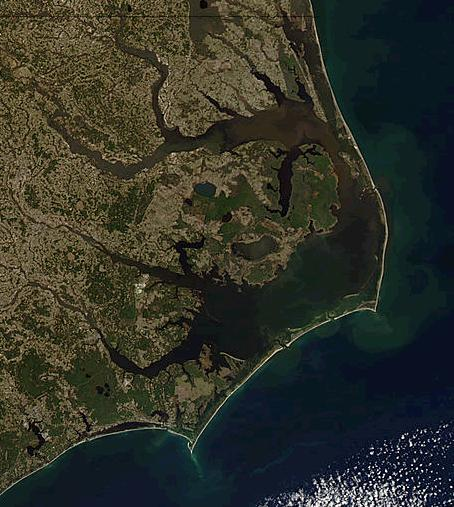
Os Outer Banks, Carolina do Norte, separando o Oceano Atlântico (a leste) das baías de Albermale (ao norte) e de Pamlico (ao sul).

Outer Banks (Bancos Externos) são uma longa sequência de estreitas ilhas em forma de barreira ao largo da costa da Carolina do Norte, na costa leste dos Estados Unidos. Abrangem cerca de metade do litoral norte da Carolina do Norte, separando as baías de Albermale e Pamlico do Oceano Atlântico.
Os Outer Banks são um importante destino turístico e são conhecidos pelo seu clima temperado e pela sua grande extensão de praia aberta. O Cape Hatteras Nacional Seashore situa-se nestas ilhas e conta com quatro localidades abertas ao público.
O primeiro voo dos irmãos Wright num avião dotado de motor e mais pesado do que a ar aconteceu em Outer Banks em 17 de dezembro de 1903, em Kill Devil Hills, perto da vila costeira de Kitty Hawk. O Monumento Nacional dos Irmãos Wright comemora os voos históricos, e o Aeroporto "Pequeno Voo" é um pequeno aeródromo geral ali localizado.
A colônia inglesa de Roanoke - onde a primeira pessoa de ascendência inglesa, Virginia Dare, nasceu em solo americano - desapareceu sem deixar traços da Ilha de Roanoke, em 1587. Os traiçoeiros mares ao largo da Outer Banks e o grande número de naufrágios que ocorreram ali deram o apelido a esses mares de Cemitério do Atlântico. O Museu do Cemitério do Atlântico está localizado em Hatteras, próximo ao centro da Guarda Costeira dos Estados Unidos e ao porto de embarque de Hatteras.